# Яремчук Олександр Олександрович
Олекса́ндр Олекса́ндрович Яремчу́к (нар. 20 березня 1989, Добровеличківка Кіровоградська область, Українська РСР — пом. 24 серпня 2014, біля села Петрівське (Шахтарський район) Донецької області) — український військовослужбовець 1-ї роти 1-го батальйону 3-го окремого полку спеціального призначення (Кропивницький). Вчитель історії за освітою. Загинув під час вивезення поранених з кургану Савур-могила біля мосту на виїзді з села Петрівське (Шахтарський район) Донецької області.

## Життєпис
Олександр Яремчук народився 1989 року у селищі Добровеличківка на Кіровоградщині. Здобув освіту вчителя історії.
У 2010 році підписав контракт на військову службу. Під час російсько-української війни служив молодшим сержантом 1-ї роти 1-го батальйону 3-го окремого полку спеціального призначення (Кропивницький).
Олександр Яремчук разом із спецпризначенцями на пікапі Mitsubishi L200 24 серпня 2014 року забрали поранених з кургану Савур-могила. Біля мосту на виїзді з села Петрівське (Шахтарський район) Донецької області машину було двічі обстріляно, вона перевернулась і була захоплена російськими бойовиками, які вбили поранених. Група, що була направлена на пошук загиблих, не змогла знайти тіла. Можливо, його тіло разом зі зниклими Темуром Юлдашевим та Віктором Самойловим знайшли в одній могилі біля села Петрівське.

## Невизнання загибелі
Щонайменше до 5 вересня 2014 року вважалось, що він перебував у полоні у бойовиків. Мати Олександра не визнає сина загиблим навіть після експертизи ДНК і наполягає на повторній експертизі.
Тіло захоронене на Кушугумському кладовищі. Був у камуфльованому одязі «британка», татуювань нема
Залишилися батьки і сестра. Мама Вікторія Яремчук є членом координаційної ради об'єднання зниклих безвісти «Надія».

## Вшанування
- Вшановується 24 серпня на щоденному ранковому церемоніалі вшанування українських захисників, які загинули цього дня у різні роки внаслідок російської збройної агресії[6]